# Ecclisopteryx
Ecclisopteryx is een geslacht van schietmotten uit de familie van de Limnephilidae. Het geslacht werd voor het eerst wetenschappelijk beschreven door Kolenati in 1848.

## Soorten
Het genus bevat de volgende soorten:

- Ecclisopteryx aksu Sipahiler, 2015
- Ecclisopteryx asterix Malicky, 1979
- Ecclisopteryx dalecarlica Kolenati, 1848
- Ecclisopteryx discoidea
- Ecclisopteryx guttulata (Pictet, 1834)
- Ecclisopteryx ivkae
- Ecclisopteryx keroveci Previsic, Graf & Vitecek, 2014
- Ecclisopteryx legeza Olah & Lodovici, 2017
- Ecclisopteryx madida (McLachlan, 1867)
- Ecclisopteryx malickyi Moretti, 1991
- Ecclisopteryx oylat Sipahiler, 2015
- Ecclisopteryx tolda Olah & Coppa, 2017